# Fernando Palacios (Regisseur)
Fernando Palacios Martínez (* 4. September 1916 in Saragossa; † 17. September 1965 in Madrid) war ein spanischer Filmregisseur.

## Leben
Nach dem Studium der Exakten Wissenschaften (Ciencias exactas), die er 1941 abschloss, wandte sich Palacios dem Film zu und war in den 1940er Jahren Regieassistent, was er auch später immer wieder aufnahm, u. a. bei Florián Rey (1894–1962) und Ladislao Vajda. 
Sein erster eigener Film war das 1952 in französischer Koproduktion (für deren Version Henri Decoin zuständig war) entstandene Filmdrama El tirano de Toledo. In den Jahren bis zu seinem frühen Tod inszenierte er unter seinen siebzehn Filmen zahlreiche Publikumserfolge, darunter die Komödien El día de los enamorados (1958) und La gran familia (1962) (bis heute einer der größten finanziellen Erfolge der spanischen Filmgeschichte) sowie einige Abenteuerfilme.

## Filmografie (Auswahl)
- 1953: Die Liebenden von Toledo (Les amants de Tolède)
- 1959: Unsere Heimat ist die ganze Welt
- 1962: La gran familia